# 原恒雄
原 恒雄(はら つねお、1944年5月14日 - ）は、日本の鉄道技術者、実業家、人事官。
人事院総裁（第24代）、東海旅客鉄道代表取締役副社長などを歴任。

## 人物

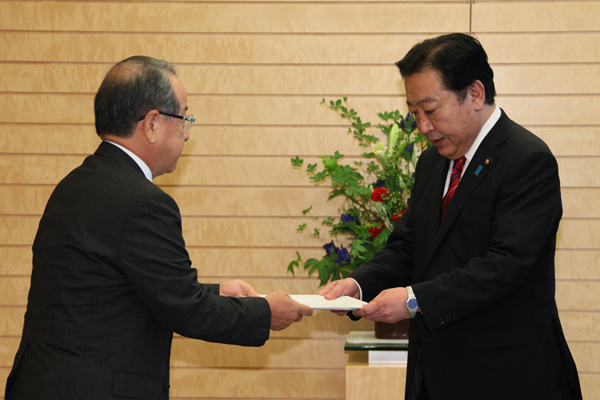
2012年8月8日、内閣総理大臣野田佳彦と

東京都出身。1967年、東京大学工学部を卒業し、日本国有鉄道に入社。国鉄分割民営化（1987年）後はJR東日本で総合企画本部投資計画部長や取締役長野支社長を務めた後、鉄建建設（専務取締役）などを経て、JR東海の専務取締役総合技術本部長、代表取締役副社長を歴任。
2006年4月12日、佐藤壮郎（元工業技術院院長）の後任として人事官に任命された。2期目の途中である2012年4月12日、野田改造内閣の任命により第11代目の人事院総裁に就任した。同内閣により再任が認められず、1期で人事官を退任することとなった江利川毅の後任にあたる。
2010年2月9日に行われた朝日新聞のインタビューでは、「自律的労使関係」を掲げて民主党政権が進める、人事院の廃止と国家公務員への労働協約締結権付与を内容とした公務員制度改革について、様々な角度から十分検討する必要があると話した。理由に内閣の当事者能力や、国鉄を含む三公社五現業の労使関係の経験、改革案と各国制度との相違点などを引いている。2012年4月の総裁就任会見でも、協約締結権の付与（人事院の廃止）は「今までにない仕組みだからいろんな問題点があると思う。きちんと議論し、しかるべく機能する制度でなければいけない」と語った。
原の総裁任命にあたって、藤村修・官房長官は「公務員制度改革を進めていくためには、総裁には民間の感覚を有する方にご就任いただくことが適当と考えて」の人事であると、民間出身（JRグループ）という経歴を起用の理由に説明した。
人事院総裁は1961年就任の入江誠一郎以来、50年以上にわたって幹部公務員出身者が任命されていた経緯もあり、一部マスコミも民間（JR）出身であることを強調して総裁就任を報じた。自身は就任記者会見で「国鉄という『官』と、民間会社になったJRの両方の経験を生かして自分なりに任務を果たしたい」と抱負を述べている。2014年4月11日をもって退官。
2019年5月21日発令の春の叙勲で、旭日大綬章を受章。